# Tankred Dorst

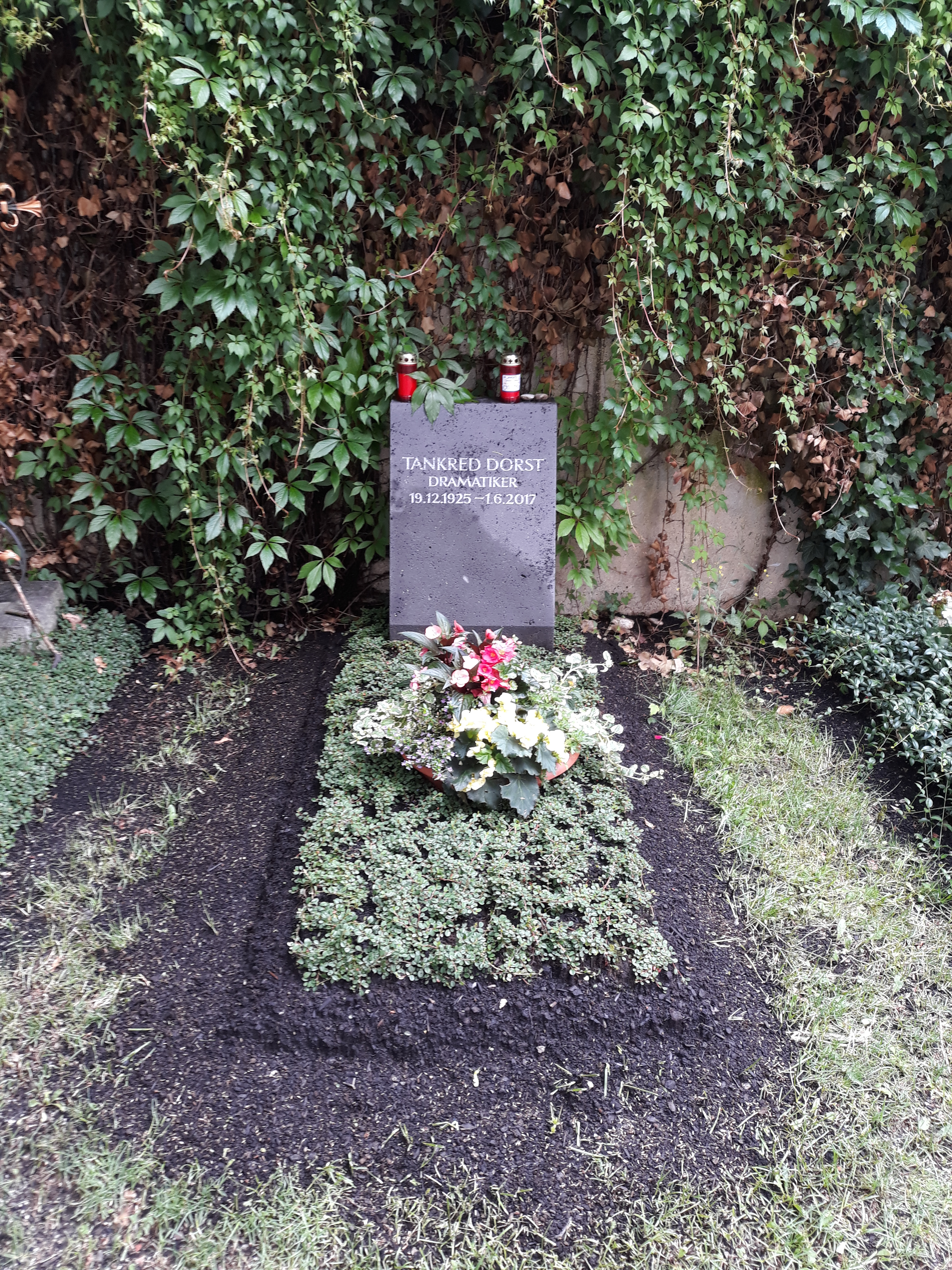
Grobowiec Tankreda Dorsta

Tankred Dorst (ur. 19 grudnia 1925 w Sonnebergu, zm. 1 czerwca 2017) – niemiecki dramaturg i poeta.
Od czasu studiów mieszkał w północnej części Monachium – Schwabing, gdzie swego czasu zaczął również pisać małe i krytyczne jak na tamte czasy sztuki do Teatru Marionetek (Marionettentheater). Niektóre z nich są wystawiane do dziś. Tankred Dorst zyskał także międzynarodową sławę jako scenarzysta oraz reżyser. Od 2003 roku mieszkał wraz ze swoją żoną Ursulą Ehler-Dorst w Berlinie.

## Życiorys
Tankred Dorst dorastał w żyjącej w dostatku rodzinie mieszczańskiej w Oberlind (Turyngia). Rodzina ta posiadała fabrykę maszyn, należącą niegdyś do Georga Dorsta. Jako uczeń szkoły średniej Tankred Dorst został powołany w 1943 do Służby Pracy Rzeszy (Reichsarbeitsdienst) oraz w 1944 do Wehrmachtu. Po krótkim okresie nauki został wysłany już jako żołnierz na front zachodni, gdzie dostał się do niewoli. Koniec II wojny światowej spędził w obozie jenieckim w Anglii i USA. Pod koniec 1947 roku został wypuszczony z obozu i wrócił do Niemiec. Zarówno Oberlind, jak i Sonnenberg (Turyngia) należały wtedy już od 2 lat do sowieckiej strefy okupacyjnej. Fabryka maszyn Dorstów została wywłaszczona, a jego rodzina uciekła przed represjami do swoich krewnych w Niemczech Zachodnich.
Po zdanej w Lüdinghausen (Nadrenia Północna-Westfalia) maturze, podjął w 1950 roku studia na 2 kierunkach – germanistyce oraz historii sztuki. W 1951 przeprowadził się do Monachium, gdzie do 1959 roku studiował również teatrologię. Praktykę w pisaniu sztuk oraz pracy teatralnej zdobywał w studenckim studio marionetek „Kleines Spiel”, dla którego do roku 1959 napisał sześć sztuk.
Jego pierwsze, duże sztuki teatralne pojawiły się na scenie w 1960 roku w Lubece i Mannheim, gdzie spotkały się z uznaniem. Sukces ten kontynuowany jest do dzisiaj, ponieważ Tankred Dorst jest autorem wielu sztuk teatralnych oraz kilku ekranizacji dla międzynarodowej publiczności. W 1963 został powołany na członka Bawarskiej Akademii Sztuk Pięknych (Bayerische Akademie der Schönen Künste). Od 1971 roku jest członkiem Niemieckiego Stowarzyszenia Poetów, Eseistów i Nowelistów (PEN-Zentrum Deutschland). Podczas pracy nad filmem telewizyjnym pt. „Sand” poznał Ursulę Ehle, która od lat 70. jest jego towarzyszką życia i twórczości. Prawie wszystkie publikacje, które zostały wydane od połowy lat 70. są wspólnym dziełem Tankreda Dorsta i jego żony.
Również za granicą Tankred Dorst cieszył się coraz to większą popularnością. W 1973 roku był profesorem wizytującym w Australii i Nowej Zelandii. W tym samym roku założył wspólnie z Martinem Gregor-Dellin, Jürgenem Kolbe, Michaelem Krüger, Fritzem Arnold, Paulem Wühr, Inge Poppe, Christophem Buggert oraz Günter Herburger pierwszą spółdzielczą księgarnię autorską w Monachium. W 1978 roku został powołany na członka Deutsche Akademie für Sprache und Dichtung w Darmstadt oraz w 1983 na członka Akademii Nauk i Literatury w Moguncji (Akademie der Wissenschaften und der Literatur). W 1992 roku współtworzył Festiwal Teatralny – Bonner Biennale. Od tego czasu był również członkiem artystycznego zarządu tego festiwalu, który od 2004 roku znany jest pod nazwą „Neue Stücke aus Europa”. Festiwal ten odbywa się w Teatrze Narodowym w Wiesbaden (Hesja). Na przełomie roku 2003 oraz 2004, jako renomowany, międzynarodowy dramaturg, prowadził w ramach profesury wizytującej wykłady z poetyki na Uniwersytecie Goethego we Frankfurcie nad Menem.
W 2006 roku, podczas Festiwalu Wagnerowskiego w Bayreuth, zainscenizował na nowo „Pierścień Nibelunga” Richarda Wagnera. Zastąpił tym samym duńskiego reżysera Larsa von Triera, który w 2004 roku zrezygnował z reżyserowania tej sztuki. W wieku 78 lat po raz pierwszy wyreżyserował sztukę operową. Jego dzieła są najczęściej wystawianymi, spośród wszystkich autorów współczesnych na niemieckiej scenie.
W 2010 roku Tankred Dorst został uznany za jednego z najważniejszych autorów niemieckich naszych czasów. Mianem tym określił go Minister ds. Nauki Kraju Związkowego Badenia Wirtembergia podczas ceremonii wręczania Nagrody im. Friedricha Schillera. Dorst jest również jednym z najczęściej pojawiających się na scenach niemieckich autorów, w skali międzynarodowej najbardziej znanym. Jego utwory zostały przetłumaczone m.in. na język francuski, hiszpański, czeski, polski, grecki, słowacki, koreański, rumuński i węgierski.

## Tematyka twórczości
Twórczość Tankreda Dorsta dojrzewała wraz z nim i miała charakter wyjątkowo osobisty. Autor czerpał bowiem inspiracje z własnych doświadczeń życiowych oraz chciał opowiadać historie, które go poruszały: „Chcę w dowolny sposób opowiadać historie, które mnie poruszają. Chcę nie musieć troszczyć się o dramaturgiczne ograniczenia, o psychologię itp. Po prostu wziąć, zmieszać i opracować wszystko, co jest potrzebne dla historii, którą opowiadam. Wnieść świat do teatru. Być może nawet pracować bez profesjonalnych aktorów. Po prostu zacząć od nowa, w niewiedzy [...]”. W jego dramatach oraz filmach przeważają wątki uniwersalne, takie jak utopia, niewinność, czy życie jako rola. Nie starał się on tworzyć dzieł o aktualnych tematach, a jedynie uchwycić ducha czasu. Tankred Dorst nakreślał swoją wizję twórczości w oparciu o tradycję dramatu epickiego Brechta, podkreślając, że autor musi uwolnić się od stosowania narzuconych mu wzorców: „Wielu krytyków i dramaturgów było zdania, iż już do końca świata należy tak pisać i inscenizować, jak to narzucił Brecht. Nie podobało mi się to. Autor musi uwolnić się od swoich wzorców, krótko mówiąc: musi pisać według własnego uznania, nie inaczej”. Prawie każdy swój dramat Dorst rozpoczynał od sceny końcowej, przechodząc płynnie do partii wcześniejszych, co doskonale pokazuje jego wyjście poza sztywne kanony dramatu.

## Recepcja twórczości w Polsce
Prawie 60-letnią obecność Dorsta na scenach teatru niemieckiego widać także i w Polsce. Podstawowe informacje o dramatopisarzu, tematy jego dzieł oraz koncepcja teatru zostały opracowane przez Ewę Hendryk i Ewelinę Kamińską w tomie pt. Człowiek – przestrzeń – czas w twórczości Tankreda Dorsta. O interdyscyplinarnych i transkulturowych aspektach współczesnego teatru. Przedsiębiorstwo Produkcyjno-Handlowe ZAPOL, Szczecin 2011.

## Dzieła

### Dramaty
- 1960: Die Kurve. Reżyseria: H. Utzerath.
- 1960: Gesellschaft im Herbst. Reżyseria: Regie: H. J. Klein.
- 1961: Große Schmährede an der Stadtmauer. Reżyseria: U. Brecht.
- 1964: Die Mohrin. Reżyseria: G. Klingenberg.
- 1968: Toller. Reżyseria: P. Palitzsch.
- 1973: Eiszeit. Reżyseria: P. Zadek.
- 1975: Auf dem Chimborazo. Reżyseria: H. Clemen.
- 1977: Goncourt oder Die Abschaffung des Todes (razem z Horstem Laube). Reżyseria: P. Palitzsch.
- 1980: Die Villa. Reżyseria: Jaroslav Chundela/G. Krämer.
- 1981: Merlin oder Das wüste Land. Reżyseria: J. Chundela.
- 1985: Heinrich oder die Schmerzen der Phantasie. Reżyseria: V. Hesse.
- 1986: Ich, Feuerbach. Reżyseria: V. Hesse.
- 1987: Der verbotene Garten – Fragmente über D’Annunzio. Reżyseria: J. Gillar.
- 1987: Parzival. Reżyseria: R. Wilson. 1990 (Nowa wersja), reżyseria: A. Brill.
- 1988: Der verbotene Garten. Reżyseria: H. Neuenfels.
- 1988: Korbes. Reżyseria: W. Minks.
- 1988: Grindkopf. Reżyseria: A. Brill.
- 1990: Karlos. Reżyseria: D. Dorn.
- 1990: Wie im Leben wie im Traum.
- 1992: Fernando Krapp hat mir diesen Brief geschrieben. Reżyseria: W. Minks.
- 1994: Herr Paul. Reżyseria: Jossi Wieler.
- 1994: Nach Jerusalem. Reżyseria: M. Hartmann.
- 1995: Die Schattenlinie. Reżyseria: H. Hollmann.
- 1996: Die Geschichte der Pfeile. Reżyseria: T. Fischer.
- 1997: Die Legende vom armen Heinrich. Reżyseria: J.-D. Herzog.
- 1997: Harrys Kopf. Reżyseria: W. Minks.
- 1997: Was sollen wir tun. Reżyseria: A. Uitdehaag/T. Wellemeyer.
- 1998: Wegen Reichtum geschlossen. Reżyseria: A. Lang.
- 1999: Große Szene am Fluß. Reżyseria: K. Emmerich.
- 2001: Kupsch (Monolog). Reżyseria: B. von Poser.
- 2002: Die Freude am Leben. Reżyseria: H. Clemen.
- 2002: Othoon (Fragmenty). Reżyseria: A. Brill
- 2004: Purcells Traum von König Artus. Stück mit Musik nach Henry Purcell. Reżyseria: David Mouchtar-Samorai
- 2005: Die Wüste. Reżyseria: H. Schmidt-Rahmer
- 2007: Ich bin nur vorübergehend hier – Botschaften aus dem Niemandsland. Reżyseria: J. Hölscher
- 2008: Künstler. Reżyseria: Christian Pade.
- 2008: Prosperos Insel.
- 2016: Das Blau in der Wand.

### Opracowania na scenę teatralną
- 1963: Rameaus Neffe (tłumaczenie i opracowanie Diderot). Reżyseria: R. Lansky
- 1964: Der gestiefelte Kater oder Wie man das Spiel spielt (Ludwig Tieck). Reżyseria: H. Lietzau.
- 1966: Der Richter von London (Thomas Dekker). Reżyseria: J. Fontheim.
- 1967: Der Geizige (tłumaczenie i opracowanie Molière). Reżyseria: Peter Zadek
- 1967: Der Preispokal (tłumaczenie i opracowanie Sean O’Casey). Reżyseria: Peter Zadek
- 1968: Der eingebildet Kranke (tłumaczenie i opracowanie Molière). Reżyseria: K. Braak.
- 1972: Kleiner Mann, was nun? (według powieści Hansa Fallada). Reżyseria: Peter Zadek.
- 1978: George Dandin (tłumaczenie i opracowanie Molière). Reżyseria: G. Heinz.
- 1985: Der Bürger als Edelmann (tłumaczenie Molière). Reżyseria: Jérôme Savary.

### Ekranizacje
- 1960: Die Kurve (film telewizyjny, reżyseria: P. Zadek)
- 1969: Rotmord (film telewizyjny według Tollera, reżyseria: P. Zadek)
- 1971: Sand (film telewizyjny, reżyseria: P. Palitzsch).
- 1975: Eiszeit (film fabularny, reżyseria: P. Zadek)
- 1976: Dorothea Merz (dwuczęściowy film telewizyjny, reżyseria: P. Beauvais)
- 1978: Klaras Mutter (film telewizyjny we własnej reżyserii)
- 1980: Mosch (film telewizyjny we własnej reżyserii)
- 1983: Eisenhans (film telewizyjny we własnej reżyserii)

### Libretta
- 1960: La Buffonata. Ballet Chanté. Muzyka: Wilhelm Killmayer. Prapremiera 1961 Heidelberg (Städtische Bühnen). Reżyseria: H. Neugebauer
- 1962/63: Yolimba oder die Grenzen der Magie. Musikalische Posse. Muzyka: Wilhelm Killmayer. Prapremiera 1964 Wiesbaden (Hessisches Staatstheater). Reżyseria: H. Neugebauer
- 1969: Die Geschichte von Aucassin und Nicolette. Oper. Muzyka: Günter Bialas. Prapremiera 1969 München (Bayerische Staatsoper)
- 2001: Die Legende vom armen Heinrich. Oper. Muzyka: Ernst August Klötzke. Prapremiera 2011 Wiesbaden (Hessisches Staatstheater), kierownictwo muzyczne: Enrico Delamboye. Reżyseria: Iris Gerath-Prein

### Sztuki teatralne dla dzieci
- 1982: Ameley, der Biber und der König auf dem Dach. Prapremiera: Burgtheater Wien. Reżyseria: P. M. Preissler.
- 1994: Wie Dilldapp nach dem Riesen ging. Prapremiera: Deutsches Schauspielhaus Hamburg. Reżyseria: Götz Loepelmann.
- 2000: Don’t eat little Charlie! Prapremiera: Royal National Theatre London / Prapremiera w Niemczech jako: Friss mir nur mein Karlchen nicht! Heidelberg. Reżyseria: W. M. Bauer.
- 2000: König Sofus und das Wunderhuhn. Prapremiera: Thalia Theater Halle. Reżyseria: P. Mader.

### Sztuki pisane prozą
- 1957: Geheimnis der Marionette; 1 publikacja
- 1959: Auf kleiner Bühne – Versuch mit Marionetten. Eseje.
- 1962: Die Bühne ist der absolute Ort. Esej.
- 1964: Herausgeber der collection theater.
- 1976: Dorothea Merz; powieść fragmentaryczna.
- 1978: Klaras Mutter; opowiadanie.
- 1980: Mosch; książka do filmu.
- 1984: Die Reise nach Stettin; opowiadanie.
- 1985: Tom 1 dzieł zebranych.
- 1986: Grindkopf; Libretto dla aktorów.
- 1986: Der nackte Mann; tekst pisany prozą.
- 2000: Ich will versuchen Kupsch zu beschreiben; Künstlerbuch in der Raamin-Presse Roswitha Quadflieg.
- 2001: Die Freude am Leben. Kupsch; Stücke und Materialien, edition suhrkamp theaterreihe.
- 2001: Merlins Zauber; Suhrkamp Verlag.
- 2002: Othoon. Stück und Materialien; edition suhrkamp theaterreihe
- 2009: Glück ist ein vorübergehender Schwächezustand; opowiadanie
- 2010: Ich soll versuchen den eingebildeten Kranken zu spielen

### Słuchowiska
- 1969: Toller, mit Helmut Qualtinger. Wersja radiowa oraz realizacja: Tankred Dorst/Helmut Qualtinger. Bayerischer Rundfunk/Radio Bremen 1969
- 1974: Auf dem Chimborazo – reżyseria: Ulrich Gerhard (Hörspiel (Kunstkopf) – BR/RIAS Berlin/SDR)
- 1987: Korbes; produkcja Süddeutscher Rundfunk
- 1992: Nach Jerusalem – reżyseria: Otto Düben (Hörspiel – SDR)
- 1993: Merlin oder das wüste Land – reżyseria: Walter Adler (Hörspiel – MDR)
- 2005: Parzivals Weg, reżyseria: Beate Andres. Współtwórcy: Marc Hosemann, Therese Affolter, Max Hopp, Judith Engel, Herbert Fritsch, Jürgen Holtz, Christine Oesterlein, Edgar Selge, Tankred Dorst, Martin Engler, Katharina Burowa. Czas trwania: 61 min, DLR.

### Dzieła wydane
Ukazywały się w latach 1985–2008 w Suhrkamp Verlag we Frankfurcie:
- Band 1: Deutsche Stücke. 1985, ISBN 3-518-03209-7.
- Band 2: Merlin oder Das wüste Land. 1985, ISBN 3-518-03558-4.
- Band 3: Frühe Stücke. 1986, ISBN 3-518-03009-4.
- Band 4: Politische Stücke. 1987, ISBN 3-518-02658-5.
- Band 5: Wie im Leben wie im Traum und andere Stücke. 1990, ISBN 3-518-40217-X.
- Band 6: Die Schattenlinie und andere Stücke. 1995, ISBN 3-518-40719-8.
- Band 7: Die Freude am Leben und andere Stücke. 2002, ISBN 3-518-41331-7.
- Band 8: Prosperos Insel und andere Stücke. 2008, ISBN 978-3-518-42039-3.

## Stypendia i wyróżnienia
Tankred Dorst był laureatem wielu prestiżowych nagród, które podkreślają rangę utworów i znaczenie pisarza dla literatury i kultury. Należą do nich m.in.:
- 1960: Stypendium Gerharta Hauptmanna/ Nagroda Teatru Narodowego w Mannheim (za Gesellschaft im Herbst)[6]
- 1962: Stypendium Villa Massimo w Rzymie
- 1964: Nagroda literacka miasta Monachium (Literaturpreis der Landeshauptstadt München) / Nagroda im. Gerharta Hauptmanna (Gerhart-Hauptmann-Preis der Freien Volksbühne Berlin).
- 1969: Tukan-Preis
- 1970: Writer in Residence am Oberlin College, Ohio / Filmpreis der Stadt Florenz (za Rotmord razem z Peterem Zadek) / Lisbońska Nagroda Teatralna.
- 1970: Adolf-Grimme-Preis mit Gold 1970, razem z Peterem Zadeck oraz Wilfriedem Minks, za audycję pt. Rotmord
- 1983: Wielka Nagroda Literacka Bawarskiej Akademii Sztuk Pięknych (Großer Literaturpreis der Bayerischen Akademie der Schönen Künste).
- 1984: Nagroda Królewskiego Instytutu Filmowego w Belgii (Prix L’age d’or des Königlichen Filminstituts von Belgien) (za film fabularny Eisenhans).
- 1987: Carl-Zuckmayer-Medaille des Landes Rheinland-Pfalz / Carl Schaeffer Playwright’s Award in New York
- 1989: Mülheimer Dramatikerpreis (za Korbes)
- 1990: Nagroda im. Georga Büchnera (Georg-Büchner-Preis der Deutschen Akademie für Sprache und Dichtung).
- 1994: Preis des deutschen Zentrums des Internationalen Theaterinstituts (ITI) Berlin / Dramen-Preis des Goethe-Instituts (za Herr Paul).
- 1994: Honorowa Nagroda Heinrich-Heine-Gesellschaft
- 1995: Medaille „München leuchtet – Den Freunden Münchens” in Gold
- 1997: Nagroda im. E.T.A. Hoffmanna (E.T.A. Hoffmann-Preis der Stadt Bamberg, razem z Ursulą Ehler)
- 1998: Friedrich-Baur-Preis (razem z Ursulą Ehler)
- 1998: Max-Frisch-Preis
- 1998: Bayerischer Maximiliansorden für Wissenschaft und Kunst
- 2003: Stiftungsgastdozentur Poetik an der Universität Frankfurt am Main
- 2005: Kultureller Ehrenpreis der Landeshauptstadt München -razem z Ursulą Ehler
- 2006: Nagroda Samuela Bogumiła Lindego (Samuel-Bogumil-Linde-Preis)
- 2008: Europejska Nagroda Literacka (Europäischer Preis für Literatur) Straßburg
- 2008: Kunst- und Kulturpreis der deutschen Katholiken (wspólna nagroda z żoną)
- 2009: Ehrendoktorwürde der Universität Bamberg[7]
- 2009: Thüringer Verdienstorden
- 2010: Schiller-Gedächtnispreis
- 2014: Brücke Berlin Initiativpreis, razem z Manfredem Beilharz, za ich projekt pt. „Neue Stücke aus Europa”